# Черняєв Михайло Григорович
Михайло Григорович Черня́єв (рос. Михаил Григорьевич Черняев) — російський воєначальник, губернатор Туркестанського краю (1882—1884).

## З біографії
Походив з давнього роду дворян Могильовської губернії.